# Chilonatalus micropus
Chilonatalus micropus е вид прилеп от семейство Natalidae. Видът е почти застрашен от изчезване.

## Разпространение и местообитание
Разпространен е в Доминиканска република, Колумбия, Куба, Хаити и Ямайка.
Обитава гористи местности, пещери, крайбрежия и плажове в райони с тропически климат, при средна месечна температура около 24,6 градуса.

## Описание
Популацията на вида е намаляваща.